# Taman Sari (Yogyakarta)

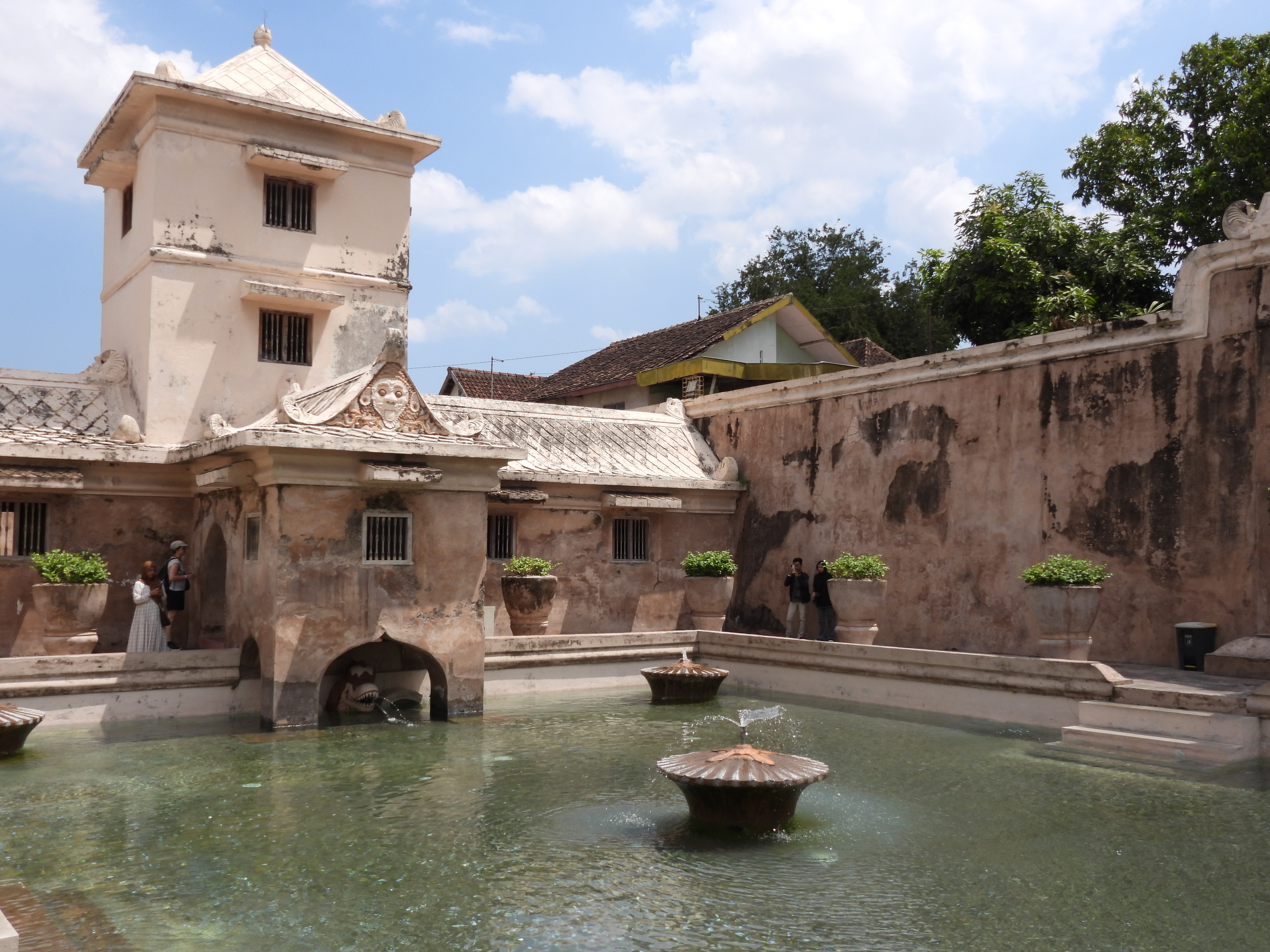
Yogyakarta waterpaleis Taman Sari

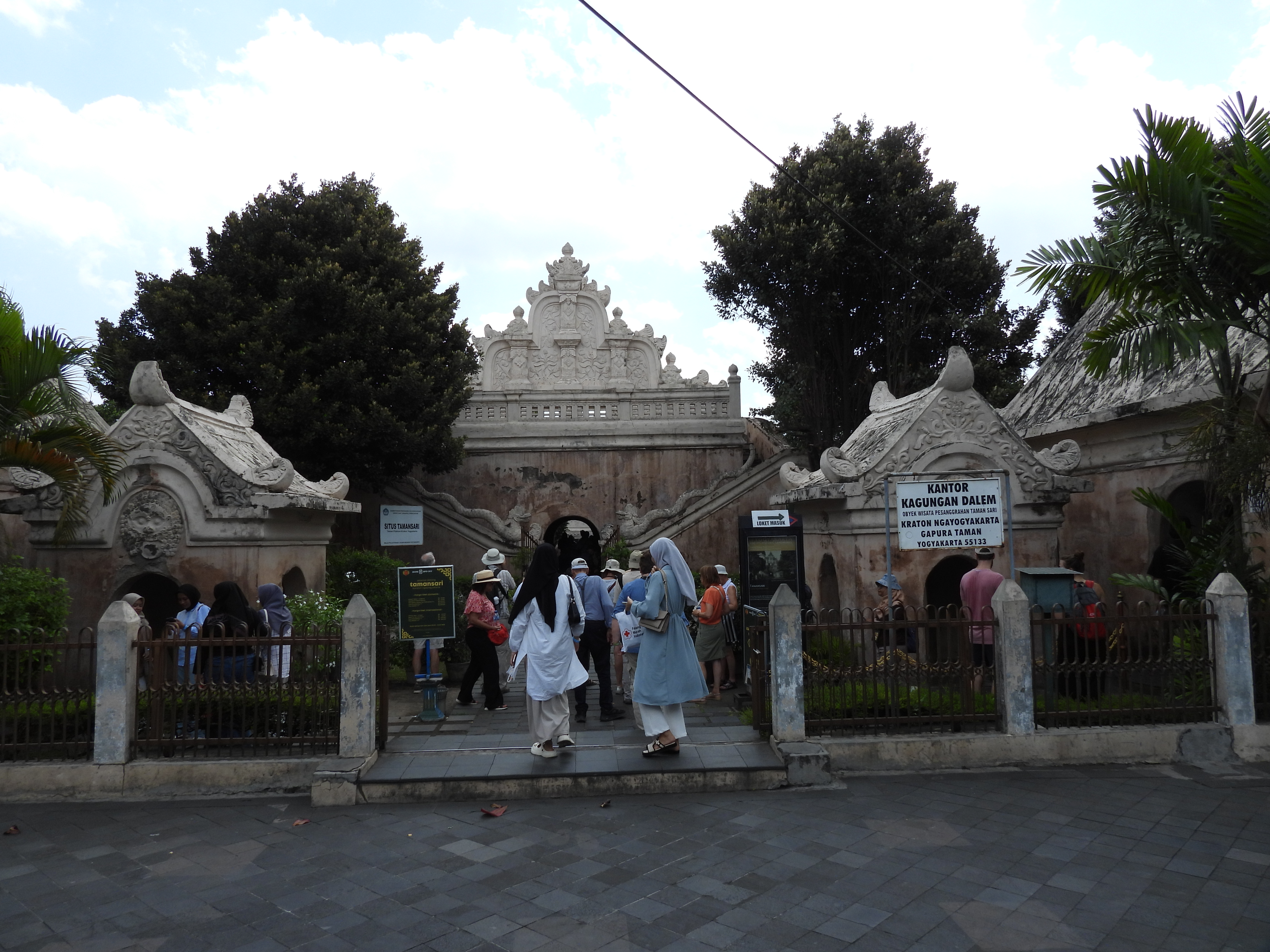

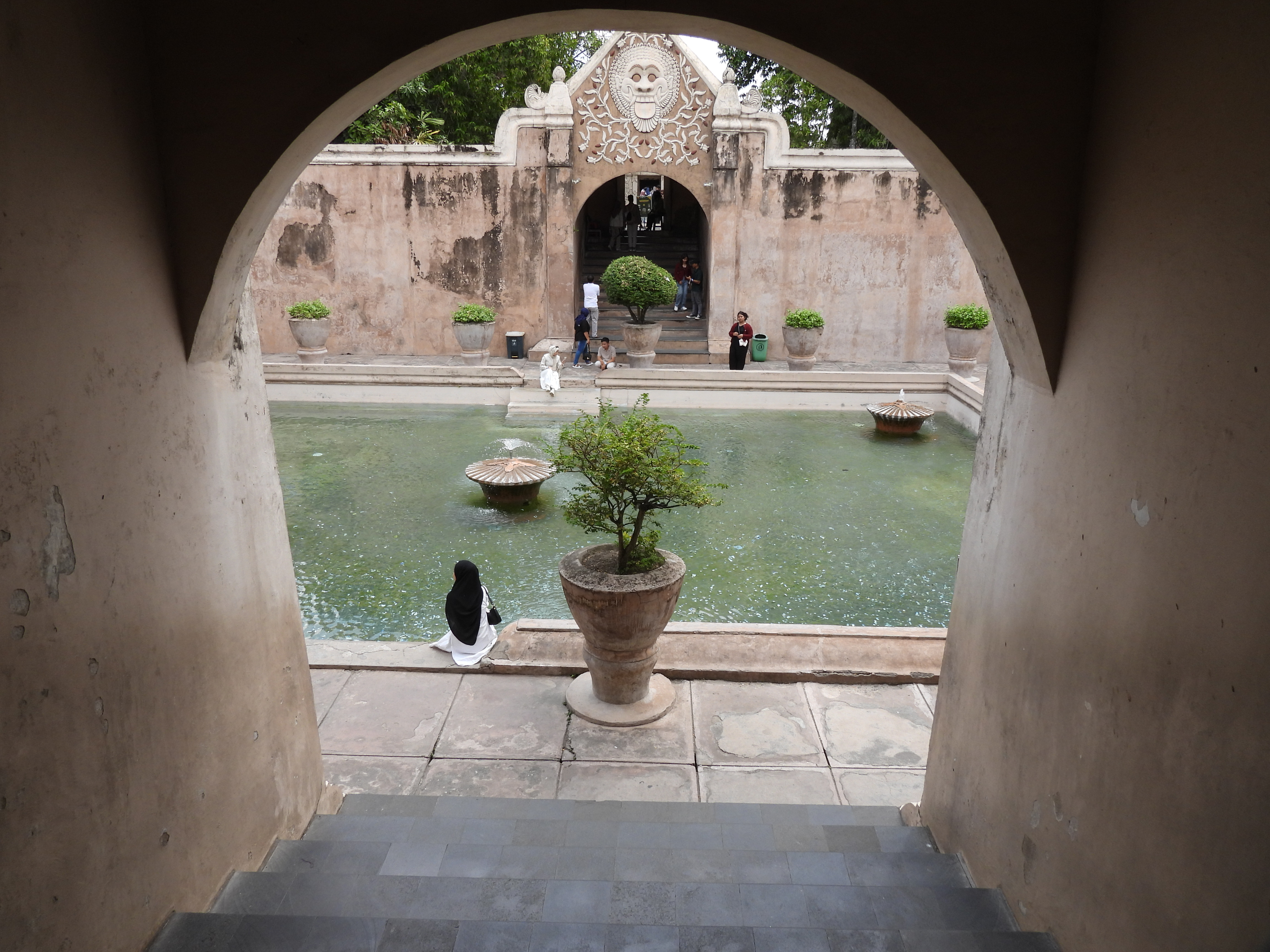
waterpaleis Taman Sari

Taman Sari Waterpaleis, ook bekend als Taman Sari (Javaans: ꦠꦩꦤ꧀ ꦱꦫꦶ), is de locatie van een voormalige koninklijke tuin van het Sultanaat Yogyakarta. Het ligt ongeveer 2 km ten zuiden van het centrum van Kraton, Yogyakarta, Indonesië. De Taman Sari werd halverwege de 18e eeuw gebouwd en had meerdere functies, zoals een rustplaats, een werkplaats, een meditatie-ruimte, een verdedigingsgebied en een schuilplaats.
Taman Sari bestond uit vier verschillende gebieden: een groot kunstmatig meer met eilanden en paviljoenen in het westen, een badcomplex in het midden, een complex van paviljoenen en zwembaden in het zuiden en een kleiner meer in het oosten. Tegenwoordig is alleen het centrale badcomplex goed bewaard gebleven, terwijl de andere gebieden grotendeels zijn ingenomen door de nederzetting Kampung Taman.
Sinds 25 september 2023 staat het historische stadscentrum van Yogyakarta, inclusief Taman Sari, op de lijst van Werelderfgoedlocaties.